# ويليام ليزلي بولز
ويليام ليزلي بولز (بالإنجليزية: William Leslie Bowles)‏ هو نحات أسترالي، ولد في 26 فبراير 1885، وتوفي في 21 فبراير 1954.